# Franz Melnitzky

Franz Melnitzky (né le 13 novembre 1822 à Krasíkov, près de Kokašice, en royaume de Bohême, mort le 1er février 1876 à Vienne) est un sculpteur autrichien.

## Biographie
Franz Melnitzky fait son éducation à Olomouc et à Vienne, un voyage d'étude en Allemagne en 1851 puis ouvre son atelier. Il obtient bientôt des demandes pour des lieux importants de Vienne comme une représentation d'Henri II d'Autriche sur le Pont Élisabeth (de) (aujourd'hui place de la mairie), les personnages historiques du palais de l'archiduc Louis Victor, les allégories de l'Aspernbrücke (de), l'Hotel Imperial et de la Wien Nordwestbahnhof (de)
Pour le Musikverein, il crée pour le fronton avec pour thème Orphée aux Enfers. Il conçoit aussi les personnages saints autour de l'autel de l'église St. Othmar unter den Weißgerbern (de).
Un élève important de Franz Melnitzky est Karl Costenoble.

## Source, notes et références
- (de) Cet article est partiellement ou en totalité issu de l’article de Wikipédia en allemand intitulé « Franz Melnitzky » (voir la liste des auteurs).